# Parapsyche kchina
Parapsyche kchina är en nattsländeart som beskrevs av Schmid 1968. Parapsyche kchina ingår i släktet Parapsyche och familjen ryssjenattsländor. Inga underarter finns listade i Catalogue of Life.